# Станіслав Лєдуховський
Станіслав Лєдуховський гербу Шалава (також Лідихівський; пол. Stanisław Ledóchowski, близько 1666 — 13 травня 1725) — польський шляхтич, військовий та державний діяч Корони Польської в Речі Посполитій. Один з найвідоміших польських політиків свого часу; посол Григорій Долгоруков казав про нього: мудрий та хитрий чоловік, якого в цілій Польщі не бачив. Представник спольщеного руського роду Лєдуховських. 
Протягом свого життя займав такі уряди в Речі Посполитій: чашник волинський (1691–1692), підстолій волинський (1692–1699), підкоморій кременецький (1699–1724), воєвода волинський (1724–1725), маршалок Головного Коронного трибуналу (1701), генеральний маршалок тарноґрудської конфедерації.

## Життєпис

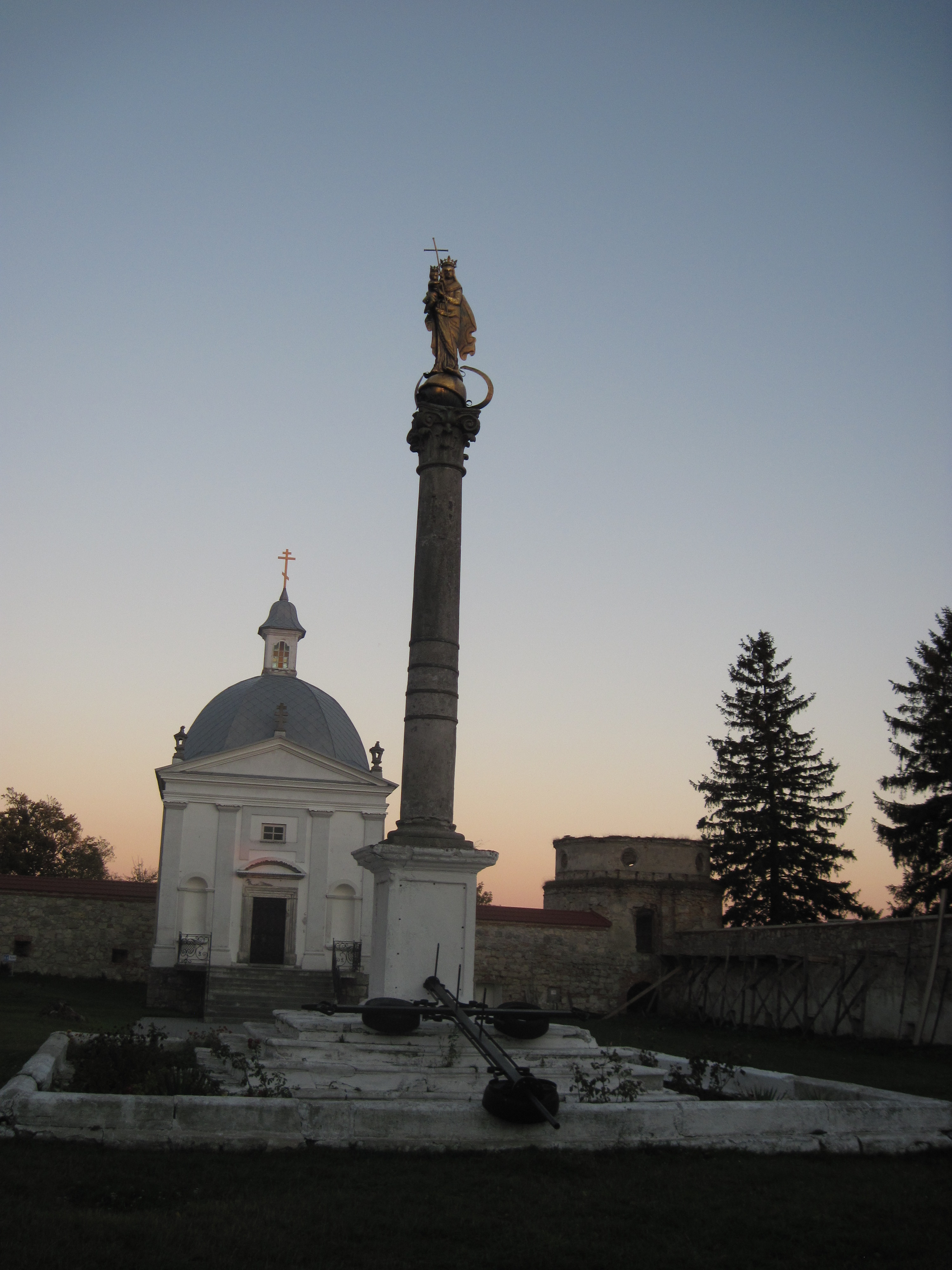
Каплиця блаженного Миколи Цегельського і колона С. Лєдуховського зі скульптурою Богородиці, осінь, вечір, 2014

Син волинського каштеляна Стефана Ледуховського та його дружини Анни з Сшедзінських, брат волинського каштеляна Францішека Ледуховського. Вихований у традиціях шляхетських вольностей, польського патріотизму. Ймовірно, брав участь у битві під Віднем 1683 р., у сутичках в Угорщині, у молдавських походах. За даними о. Садока Баронча, закінчив військову службу в ранзі полковника. У 1690 р. був войським новогродським, невдовзі чесником волинським, у 1693 р. став підчашим, 1696 — підстолієм волинським. Протягом 1697—1724 років був підкоморієм кременецьким.
Мав значний вплив у Волинському воєводстві. У 1701 році був маршалком Коронного трибуналу, запам'ятався як суддя справедливий та непідкупний; як автор декрету про вартість оплат, які брали судові урядники по містах. Під час Північної війни спочатку підтримував Августа ІІ. 1703 року був послом на сейм від Волинського воєводства. 1707 брав участь у раді львівській, яка надала йому повноваження відібрання Правобережної України з рук гетьмана Івана Мазепи. 1705 року Август ІІ звертався до козацького гетьмана щодо маєтностей С. Ледуховського. Після захоплення Волині військами короля Станіслава I Лещинського на межі 1708-1709, як і значна частина шляхти, перейшов на його сторону. Скликав та очолив скликану в місцевому костелі 26 листопада 1715 року в місті Тарногрудську конфедерацію.
Опонент великого коронного гетьмана Адама Миколая Сенявського; зокрема, звільненого за сприяння Дашкова А. М. Сєнявського було повторно заарештовано і перевезено до Любомля, де С. Ледуховський мав намір віддати його під суд за шкоду, завдану Речі Посполитій, перш за все за згоду на впровадження династії Сасів на трон Речі Посполитої (цар Петро І заступився за А. М. Сенявського). Дружина А. М. Сенявського Ельжбета спробувала підкупити С. Ледуховського, але отримала відповідь: я завжди намагався нікому не бути найманцем.
Сприяв отриманню влади над військом ВКЛ Потію, що викликало погіршення стосунків з царем Петром. 1 лютого 1717 постав перед Августом ІІ як маршалок «німого сейму». На сеймі 1718 р. підтримував підписання союзу з Австрією, виведення московських військ з Речі Посполитої (сталось 1719 р.). 26 березня 1724 р. став волинським воєводою.
Двічі одружувався, вперше з Кристиною Журавицькою, вдруге з Маріанною Вельгорською, в шлюбах дітей не мав.
Ревний католик, великі суми надавав для потреб кляшторів, костелів. У дідичному Хотині фундував монастир тринітаріїв. У Підкамені надав значні суми для монастиря домініканців, на його замовлення і кошти було виготовлено в Гданську «фігуру» Матері Божої з позолоченої міді. Дав 10000 злотих для канонізації святого Станіслава Костки. У 1719 році привів в дію спорудження колонни у Домініканському монастирі у Підкамені.1723 року підписав прохання до Папи Бенедикта ХІІІ про коронацію ікони Сокальської Божої Матері. Збереглися написані ним релігійні пісні польською та українською мовами.
Підтримував УГКЦ на Волині, сприяв її зміцненню. Після вивезення вглиб Московії Діонісія Жабокрицького (1709) брав участь у призначенні на посаду єпископа луцького Йосифа Виговського.
Помер після тривалої хвороби в Печихвостах. Був похований урочисто в жовтні 1725 р. (за іншими даними — 23 липня) в крипті костелу домініканців у Підкамені.
Портрети С. Ледуховського були в костелі та монастирі в Підкамені.